# Liste des édifices religieux de Montluçon

## Culte catholique

### Édifices disparus
Les édifices listés ci-dessous ont généralement perdu leur fonction strictement religieuse, mais il en reste une trace :
- Chapelle Saint-Louis de Montluçon, rue du Doyenné (vestiges).

### Édifices existants
Les édifices listés ci-dessous ont généralement conservé leur fonction strictement religieuse :
- Église Saint-Paul, place Jean-Dormoy, du XIXe siècle.
- Église Notre-Dame, place Notre-Dame, du XVe siècle.
- Église Saint-Pierre, place Saint-Pierre, du XIIe siècle.
- Église Sainte-Thérèse, rue Michelet, du XXe siècle.
- Église Saint-Martin, rue Robert-Schumann à Fontbouillant, du XXe siècle.
- Église Sainte-Jeanne d'Arc, rue de la Mange aux Îles, construite en 1966.
- Chapelle Saint-Jean-Baptiste, route de Villebret (désaffectée).
- Chapelle de Bien Assis à Bien Assis.
- Chapelle Sainte-Marguerite-Marie-Alacoque, avenue du Président-Auriol aux Guineberts.
- Chapelle du Sacré-Cœur, rue Croix-Verte.
- Chapelle du collège-lycée Jules-Ferry, rue Jules-Ferry.
- Chapelle de l'Institution Sainte-Louise de Marcillac, rue du Faubourg de la Gironde.

## Culte protestant
- Temple de l'Église réformée de France, rue Achille-Allier (1888).

## Culte évangélique
- Église évangélique assemblée de Dieu, rue Raquin.
- Église protestante évangélique, rue Paul-Constans.
- Église évangélique Vie et Lumière, rue des Frères-Martenot.

## Témoins de Jéhovah
- Salle du royaume, quai de Normandie.

## Islam
- Mosquée As-Salam, rue Eugène-Sue.
- Mosquée Er-Rahma, rue Jules-Guesde.
- Mosquée Al-Hijdra.